# NS (киберспортсмен)
Яросла́в Влади́мирович Кузнецо́в (24 сентября 1988) — киберспортсмен, игрок в DotA. Также известен под ником NS. Начал карьеру в 2005 году в составе команды SAY_PLZ. 30 ноября 2013 года объявил об окончании карьеры, но уже 9 января 2014 возобновил игру в составе команды Virtus.pro.
Сайт dota2.ru называет его легендарным ветераном Dota 2 на территории СНГ, одним из опытнейших саппортов мира, а Cyberfight.ru называет его одним из лучших в России саппорт-игроков.
Третий игрок состава команды DTS, кто на конец 2013 года завершил свою карьеру.
Десятикратный чемпион турниров ASUS Open, четырёхкратный чемпион турнира MYM Prime Defending, серебряный призёр ESWC 2010.

## История карьеры

### Начало карьеры
Начал карьеру в 2005 году в команде SAY_PLZ.
По собственным словам, Ярослав познакомился с игрой случайно, когда его друг пригласил в клуб «Союз» на Ленинском проспекте в Москве. В этом же клубе начинали такие игроки как Сергей «Smile» Ревин, «M.Admiration», «GET-LOST». Там он впервые сыграл в карту для Warcraft 3 DotA пятой версии. А профессиональная карьера началась в составе команды SAY_PLZ, куда его позвали «HAN» и «Про». Турниров в то время проводилось крайне мало и за полтора—два года Ярослав принял участие в Московском турнире ASUS open. Команда стала победителем только в турнире MYM Prime defending 1.
После ухода из SAY_PLZ Ярослав вступает в ряды команды maGe, в составе которой занимает первое место на ASUS Winter 2007. В связи с проблемами со спонсорством, команда меняет название и переходит под крыло организации Virtus.pro.

### Игровые трансферы
За участие в организации Virtus.pro Ярослав заработал пять первых мест (из них 2 на ASUS Open) и одно второе место.
Летом 2008 года, в связи с урезанием бюджета, подразделение dota организации Virtus.pro было расформировано, а Ярослав перешёл в команду Rush3D, где играл до осени со звёздным составом («NS», «LightOfHeaven», «pgg», «drag13», «qwerty»). В данном составе они побеждали во всех турнирах ASUS open, где принимали участие.
В 2009 году Ярослав выходит из состава Rush3D и уезжает в Китай в составе команды Platinum Sports вместе с «Vigoss», «Smile», «PGG» и «Vein»). Вскоре, после возвращения в Россию, команда распалась, а «NS» вступил в состав в Aeon.ru, а выиграв ASUS Autumn 2009 переходит в организацию RoX.KIS, для участия в ежемесячной лиге в Китае, на которую собирался отправиться dota дивизион организации. В этом соревновании он знакомится с Андреем «DreadisBack» Голубевым. В конце 2009 года «NS» стал капитаном сборной России и выступил в MYM Nations, где состав одержал победу. Кроме того, участвовал в составе сборной России на ENC 2009, где капитаном был Владислав «blowyourbrain» Морозюк, как приглашённый вместе с «pgg» и «vigoss» игрок, но выйдя в плей-офф были дисквалифицированы вместе с командой Дании.
В 2010 году Ярослав присоединяется к сильнейшему, на тот момент, коллективу DTS, где, на тот момент, было всего три игрока: Данил «Dendi» Ишутин, Иван «ArtStyle» Антонов, Дмитрий «LightTofHeaveN» Куприянов. «NS» предложил своего бывшего «тиммейта» Андрея «Dread» Голубева. После проблем со спонсорством команда распадается. «NS» в составе Garaj Gaming едет на OSPL Spring 2011, где занимает первое место.
В 2011 году Ярослав переходит в команду Moscow Five. Вскоре, команду приглашают на The International 2011, где они занимают 5 место. Сразу после TI из-за конфликтов «NS» переходит в Darer, где совместно с командой не добивается никаких результатов.

### Закрепление в Virtus.pro
В начале 2012 года Ярослав переходит в Virtus.pro, создавая с нуля новый состав и играет с Николаем «AZEN» Беляковым, Александром «Santa» Колтаном, Куро Салехи «KuroKy» Тахасоми, Андреем «Dread» Голубевым. Чуть позже, среди череды смены игроков он становится капитаном команды, как самый опытный игрок, сам он неоднократно заявляет, что ему не нравится эта должность. В сентябре 2012 года оставшись вдвоём с «Santa», они приглашают трёх молодых игроков: «kSi», «Illidan» и «Crazy». После замены «Santa» на «Smile» они одерживают победу на The Defence 2013 и через некоторое время получают приглашение на участие в The International 2013, где заняли 13—16 место.
В начале 8 сезона StarLadder организация Virtus.pro, на своём сайте, объявляет об окончании карьеры игрока Ярослава Кузнецова. Но уже 9 января 2014 года выходит пресс релиз, рассказывающий о том, что пятым игроком команды Virtus.pro становится «NS».

## Никнейм
По словам Ярослава, NS — это аббревиатура от Night Sniper. А сам ник появился за 10—12 лет до выхода в «продоту» во время игры в Counter-Strike.
Кроме того, когда в непрофессиональной игре Ярослав играл против Алексея «Solo» Березина, произошёл курьёзный случай: игрок «Solo» в сражении убил Ярослава, а тот в ответ написал в общий игровой чат, что «Solo» «потный» (то есть дотошный в игре, хорошо играющий), сама формулировка ему не понравилась (хотя, позже часто использовалась им и его окружением, например, в стримах на сайте twitch.tv) и он ответил «тем, что первым пришло в голову», назвав его Валетом. После чего Ярослав стал, иногда, прощаться, говоря не «с вами был NS», а «Валет». А в одном из пригласительных роликов они разыграли с blowyourbrain сценку в подъезде, в конце которой в фокус камеры попадает игральная карта валет.

## Достижения
Дважды занимал первое место в номинации support по версии сайта GOSU Gamers в 2010 и 2008 годах.
| Место | Турнир                                  | Год  | В составе       |
| ----- | --------------------------------------- | ---- | --------------- |
| 3     | ASUS SUMMER 2005                        | 2005 | SAY PLZ         |
| 1     | ASUS Autumn 2005                        | 2005 | SAY PLZ         |
| 1     | MYM Prime defending 1                   | 2006 | SAY PLZ         |
| 1     | ASUS Winter 2007                        | 2007 | MaGe            |
| 3     | MYM Prime Defending 5                   | 2007 | MaGe            |
| 2     | ASUS Spring 2007                        | 2007 | Virtus.pro      |
| 1     | ASUS Summer 2007                        | 2007 | Virtus.pro      |
| 1     | MYM Prime Defending 6                   | 2007 | Virtus.pro      |
| 1     | MYM Prime Defending 7                   | 2007 | Virtus.pro      |
| 1     | MYM Prime Defending 8                   | 2007 | Virtus.pro      |
| 1     | ASUS Spring 2008                        | 2008 | Virtus.pro      |
| 1     | ASUS Summer 2008                        | 2008 | Rush3D          |
| 1     | ASUS Autumn 2008                        | 2008 | Rush3D          |
| 1     | ASUS Winter 2009                        | 2009 | Rush3D          |
| 1     | ASUS Spring 2009                        | 2009 | Platinum Sports |
| 1     | ASUS Autumn 2009                        | 2009 | AEON.ru         |
| 1     | DotaClub dota Tournament                | 2009 | Virtus.pro      |
| 1     | ASUS Autumn 2009                        | 2009 | Virtus.pro      |
| 2     | Alienware DOTA League 2009              | 2009 | RoX.KIS         |
| 1     | ASUS Spring 2010                        | 2010 | DTS             |
| 2     | ESWC 2010                               | 2010 | DTS             |
| 1     | ASUS Summer 2010                        | 2010 | DTS             |
| 1     | MYM Prime Defending 12                  | 2010 | DTS             |
| 1     | ASUS Autumn 2010                        | 2010 | DTS             |
| 1     | OSPL Autumn 2011                        | 2011 | Garaj.Gaming    |
| 5     | The International 2011                  | 2011 | Moscow Five     |
| 1     | Omega Sector Professional League Spring | 2011 | Moscow Five     |
| 1     | Intel Challenge: Supercup 9             | 2011 | Moscow Five     |
| 2     | ESPORT UNIVERSE                         | 2011 | Moscow Five     |
| 1     | Omega Sector Professional League Autumn | 2011 | Moscow Five     |
| 2     | The Premier League III                  | 2012 | Virtus.pro      |
| 1     | The Defense 3                           | 2013 | Virtus.pro      |
| 2     | Russian DOTA2 League                    | 2013 | Virtus.pro      |
| 3     | StarLadder StarSeries V                 | 2013 | Virtus.pro      |
| 3     | The Premier League IV                   | 2013 | —               |
| 5—8   | DreamHack Summer                        | 2013 | Virtus.pro      |
| 3     | StarLadder StarSeries VI                | 2013 | Virtus.pro      |
| 4     | The Premier League V                    | 2013 | Virtus.pro      |
| 13—16 | The International 2013                  | 2013 | Virtus.pro      |
| 4     | Techlabs Cup                            | 2013 | Virtus.pro      |

## Влияние на киберспорт
Снимает очень много видео-гайдов.
Записал аудио подкаст на тему: «Как попасть в киберспорт». Написал статью о том как играть за саппорт-персонажей в игре Dota.
Неоднократно публиковался на различных сайтах с критикой и обзорами версий сценария игры DotA и Dota 2. В частности, объяснял, что Рошан вызывает дисбаланс в игре своим положением на территории тьмы, или тем, что возрождается после смерти через 10 минут.
В марте 2013 года, Ярослав в составе Virtus.pro должен был сыграть матч с командой RoX.KIS в рамках EMS Raidcall Cup, но из-за продолжительного опоздания последних объявляет решение, что неявка на матч будет обозначать (согласно правилам) техническое поражение. В то же время, RoX.KIS не приходили на матч потому, что были заняты в игре с командой mousesports в рамках малопрестижной лиги Ritmix RDL и вынуждены были из-за объявленного ультиматума срочно выйти из игры.
Перед VIII сезоном турнира StarLadder в блоге на сайте организации Virtus.pro написал критическую статью о турнире, где указал на то, что организациям с их командами и самим организаторам турниров нужно работать более плотно, потому что одни без других существовать не могут. И сравнил сам турнир с ныне закончившим существование ASUS open cup, подметив, что если ничего не изменится, то и StarLadder ждёт та же участь.